# Schindelbergalm
Die Schindelbergalm (auch: Zettlalm) ist eine Alm in der Gemeinde Oberaudorf.
Die Almhütte der Schindelbergalm steht unter Denkmalschutz und ist unter der Nummer D-1-87-157-111 in die Bayerische Denkmalliste eingetragen.

## Baubeschreibung
Die Almhütte der Schindelbergalm ist ein Holz- und Steinbau mit Satteldach und wurde um 1750 erbaut.

## Heutige Nutzung
Die Schindelbergalm ist bestoßen.

## Lage
Die Schindelbergalm liegt im Mangfallgebirge nördlich des Großen Traithen im Skigebiet am Sudelfeld auf einer Höhe von 1160 m ü. NN.

## Sonstiges
Die Schindelbergalm ist nicht zu verwechseln mit der Schindlberger Alm, einer Gastwirtschaft am Unteren Sudelfeld.